# Chrysopilus nigripalpis
Chrysopilus nigripalpis är en tvåvingeart som beskrevs av Mario Bezzi 1912. Chrysopilus nigripalpis ingår i släktet Chrysopilus och familjen snäppflugor. Inga underarter finns listade i Catalogue of Life.